# جوزيف أنطوني أماتو
جوزيف أنطوني أماتو (بالإنجليزية: Joseph A. Amato)‏ هو كاتب أمريكي، ولد في 31 أغسطس 1938.

## وصلات خارجية
- الموقع الرسمي